# William Burns
William Lawrie "Billy" Burns (East Oxford, Ontário, 24 de março de 1875 – Winnipeg, Manitoba, 6 de outubro de 1953) foi um jogador de lacrosse canadense. Blanchard era membro da Shamrock Lacrosse Team na qual conquistou a medalha de ouro nos Jogos Olímpicos de Verão de 1904 em Saint Louis.